# Pont sur l'Eurymédon
Le pont sur l'Eurymédon (en turc : Köprüpazar Köprüsü) est situé proche de la cité antique d'Aspendos dans la province romaine de Pamphylie au sud de l'Anatolie turque actuelle. Il traverse le fleuve Köprüçay, dénommé Eurymédon à l'époque romaine. Le pont actuel a été bâti par les Seldjoukides au XIIIe siècle. Les fondations, ainsi que des spolia, du pont romain préexistant sur le site ont été utilisés, cause du décrochement observable au milieu de l'ouvrage.

## Histoire

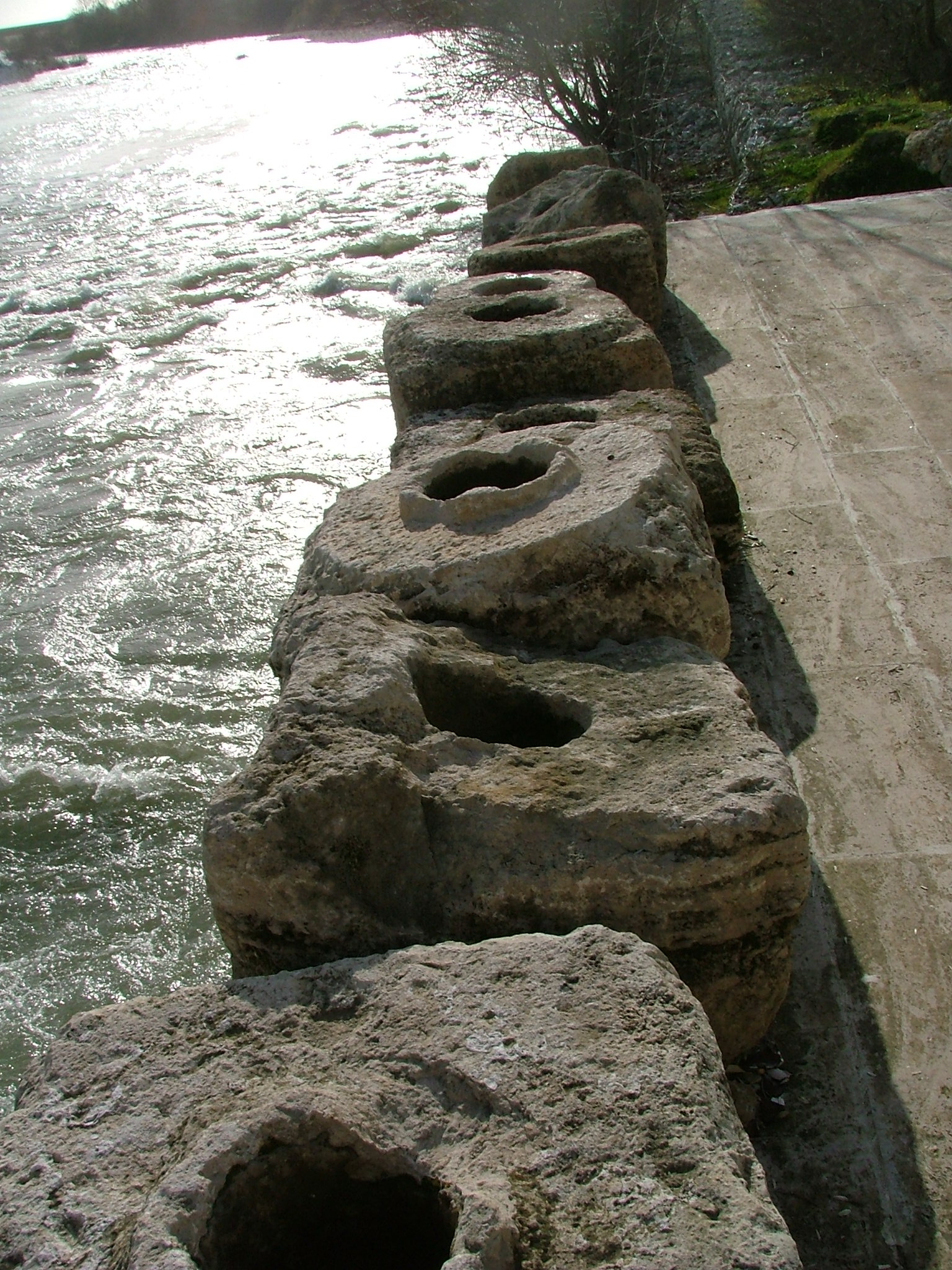
Remplois de pierres provenant de l’aqueduc romain d’Aspendos

La date exacte de construction du pont romain est incertaine. Elle est cependant vraisemblablement liée à l'aqueduc d'Aspendos, dont des blocs de pierre caractéristiques ont été réutilisées pour le pont. L’aqueduc a fonctionné jusqu'au IVe siècle, ce qui fournit un terminus a quo pour la construction du pont romain. L'hypothèse d'un pont plus ancien sur le site n'est toutefois pas à écarter : ce pont aurait alors été détruit en même temps que l'aqueduc lors du séisme de mai 363 et ceci expliquerait l'utilisation des matériaux de l'aqueduc pour la construction du pont.

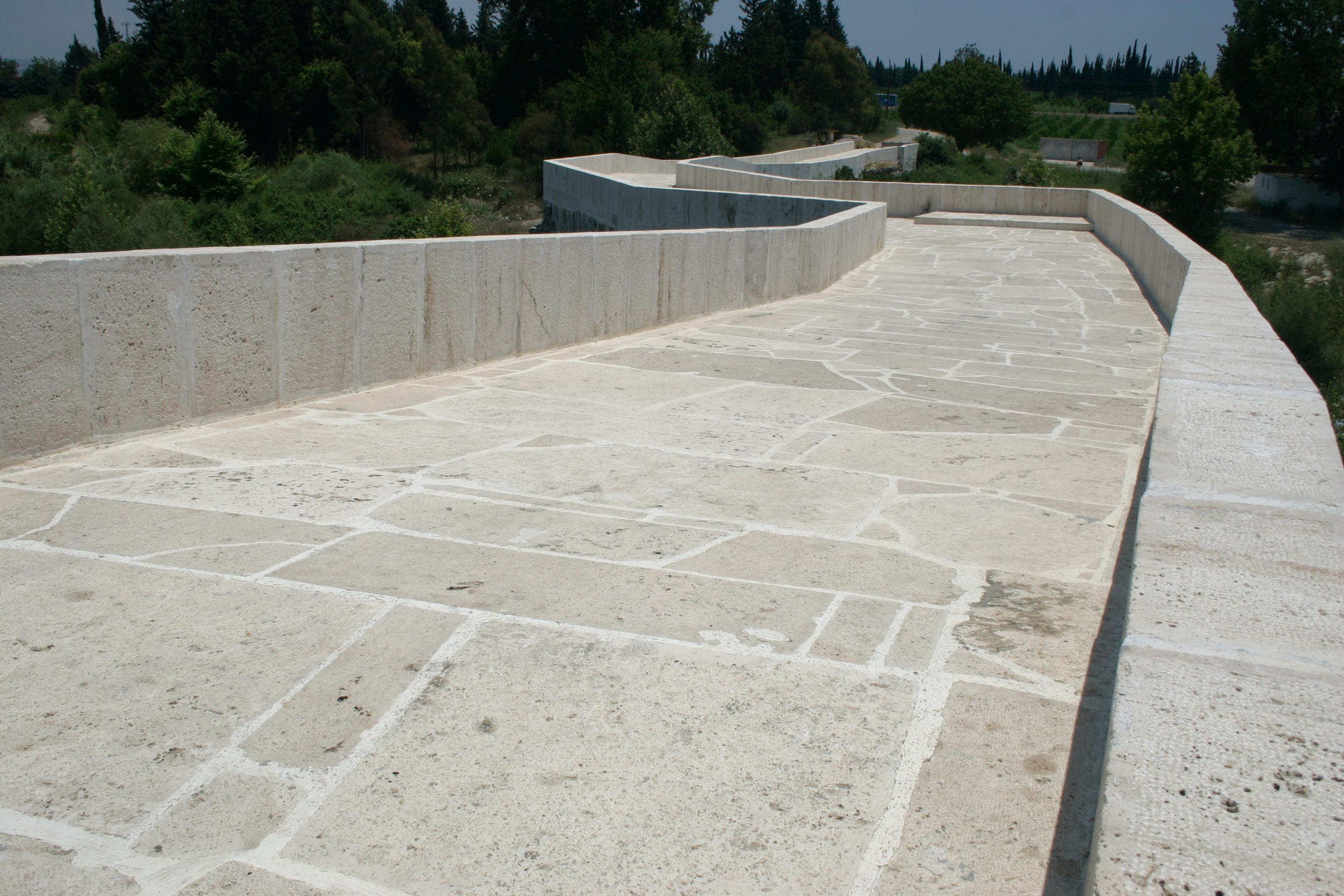
Le zigzag seljoukide

Au début du XIIIe siècle, le sultan seldjoukide Kay Qubadh Ier fit construire un nouveau pont sur les restes de l'antique ouvrage qui s'est effondré, probablement en raison d'un autre séisme. Les bâtisseurs seldjoukides ont scrupuleusement suivi le cours du pont romain, y compris les piliers écartés de leur position originelle par le courant : il en résulte un cheminement en zigzag à mi-course. Moins long et 4,1m moins haut, le pont Seljoukide est d’une taille considérablement réduite par rapport au pont originel, ce qui a permis de le construire en totalité à partir vestiges du pont romain.

## Sources
- (en) Cet article est partiellement ou en totalité issu de l’article de Wikipédia en anglais intitulé « Eurymedon Bridge (Aspendos) » (voir la liste des auteurs).
- (de) Grewe, Klaus (1999), "Im Zickzack-Kurs über den Fluß. Die römisch/seldschukische Eurymedon-Brücke von Aspendos (Türkei)", Antike Welt 30 (1): 1–12